# Station Louverné
Station Louverné is een spoorwegstation in de Franse gemeente Louverné.
Het station werd geopend in 1854. Gedurende ongeveer honderd jaar werd vanuit Louverné kalk van uit de kalkovens via het spoor vervoerd naar de rest van Frankrijk. Kalk werd vooral gebruikt als meststof in de landbouw.